# Cheilosia vulpina
Cheilosia vulpina es una especie de sírfido. Se distribuyen por el paleártico en Eurasia.